# HBOS
HBOS plc (англ. Halifax-Bank of Scotland, programmable logic controller) — британская группа компаний, специализирующаяся на оказании банковских и страховых услуг. С января 2009 года — дочерняя компания, находящаяся в полной собственности Lloyds Banking Group.